# Тео і Юго в одному човні
«Тео і Юго в одному човні» (фр. Théo et Hugo dans le même bateau, в англомовному прокаті — «Париж 05:59» (англ. Paris 05:59)) — французький драматичний фільм 2016 року, поставлений режисерами Олів'є Дюкастелем і Жаком Мартіно. Фільм брав участь в секції Панорама 66-го Берлінського міжнародного кінофестивалю. Стрічка отримала Приз глядацьких симпатій премії «Тедді» .
Фільм було знято протягом п'ятнадцяти днів, в тому числі дев'яти ночей, за невеликий бюджет. Оригінальний сценарій було написано за 28 днів, який потім було змінено, завдяки чому дія фільму відбувається в реальному часі протягом 93 хвилин в ранкові години.

## Сюжет
Дія фільму відбувається в Парижі у проміжку між 4:27 і 05:59 годинами ранку. Двоє молодих геїв, Тео і Юго, зустрічаються на ніч у секс-клубі в Маре, де вони займаються сексом. Під ранок Юго не хоче розлучатися з Тео і запрошує того до себе додому. Хлопці беруть у Vélib' на прокат велосипеди та прогулюються вулицями безлюдного в ранкові години міста, розмовляючи про кохання. Під час спілкування Юго дізнається, що Тео не користувався презервативом, і це його налякало, бо сам він є носієм ВІЛ. Юго примушує Тео звернутися у відділення невідкладної допомоги лікарні в Сен-Луї для постконтактної профілактики і підбору ліків для антиретровірусної терапії. Потім вони йдуть уздовж каналу Сен-Мартен до станції метро Сталінград, щоб поснідати. Доро́гою вони розповідають один одному про себе. Юго переїхав до Парижа з села в департаменті Жура і зараз працює клерком у нотаріуса. Тео навчається на архітектора. Уже вдома у Тео, який живе на Монмартрі, Юго переконується, що той є найкращим у його житті партнером.

## У ролях
| Жофре Куе      | ···· | Тео               |
| Франсуа Намбот | ···· | Юго               |
| Жорж Даабуль   | ···· | сирієць-продавець |
| Елоді Адлер    | ···· | медсестра         |
| Клер Дешамп    | ···· | інтерн            |
| Джеффрі Каплоу | ···· | чоловік в лікарні |

## Визнання
| Нагороди та номінації фільму «Тео і Юго в одному човні» | Нагороди та номінації фільму «Тео і Юго в одному човні» | Нагороди та номінації фільму «Тео і Юго в одному човні» | Нагороди та номінації фільму «Тео і Юго в одному човні» | Нагороди та номінації фільму «Тео і Юго в одному човні» | Нагороди та номінації фільму «Тео і Юго в одному човні» |
| Рік                                                     | Кінофестиваль/кінопремія                                | Категорія/нагорода                                      | Номінант                                                | Результат                                               | Результат                                               |
| ------------------------------------------------------- | ------------------------------------------------------- | ------------------------------------------------------- | ------------------------------------------------------- | ------------------------------------------------------- | ------------------------------------------------------- |
| 2016                                                    | 66-й Берлінський міжнародний кінофестиваль              | Премія «Тедді» — Приз глядацьких симпатій               | Тео і Юго в одному човні                                | Перемога                                                | [ 3 ]                                                   |
| 2016                                                    | Кінофестиваль у Кабурі                                  | Приз «Перше побачення»                                  | Франсуа Намбот та Жофре Куе                             | Перемога                                                | [ 5 ] [ 6 ]                                             |
| 2016                                                    | 46-й Київський міжнародний кінофестиваль «Молодість»    | Приз Сонячний зайчик                                    | Тео і Юго в одному човні                                | Номінація                                               |                                                         |